# Holmer Green
Holmer Green is een plaats in het bestuurlijke gebied Chiltern, in het Engelse graafschap Buckinghamshire. De plaats telt 4.077 inwoners.

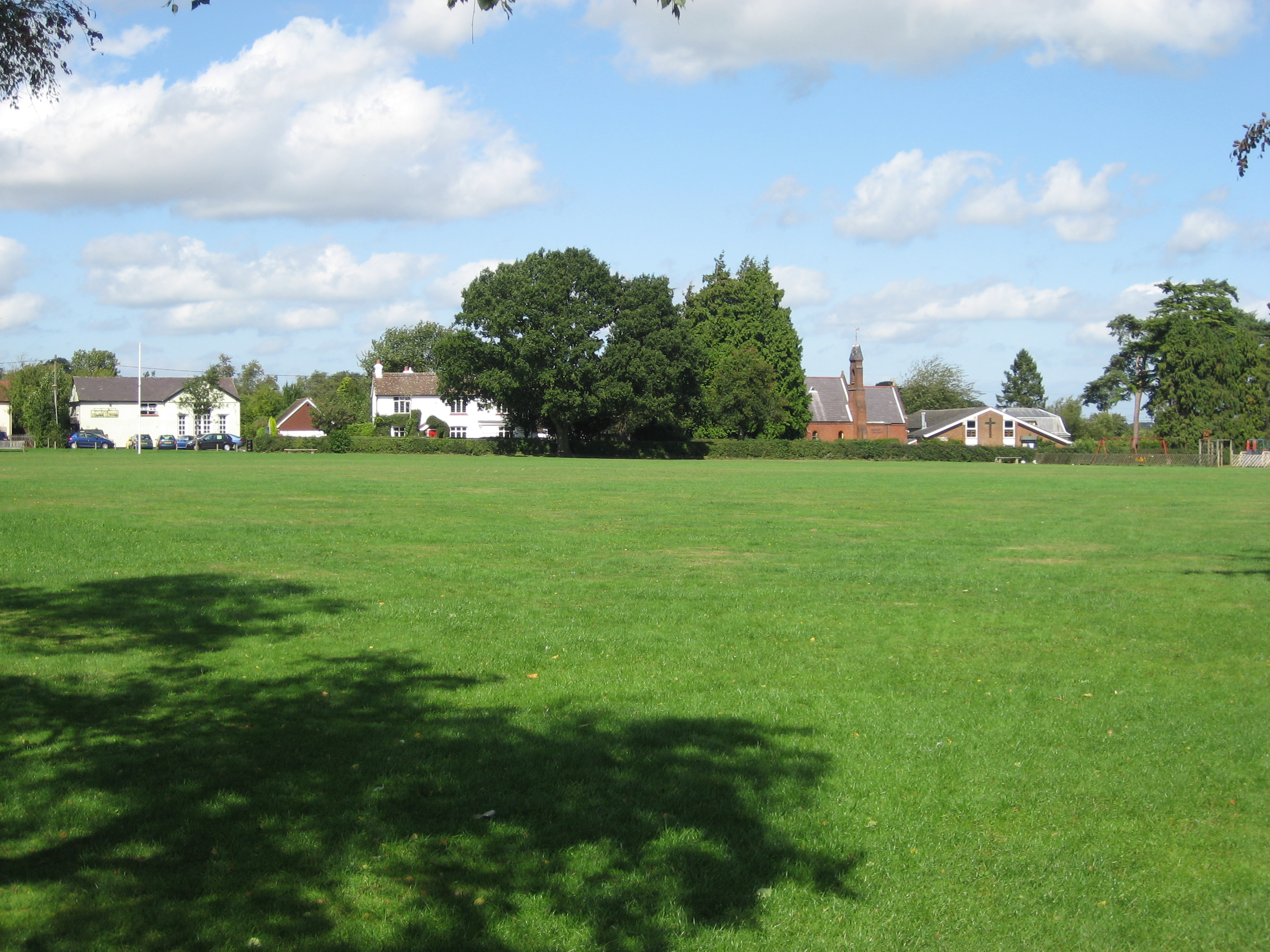
Holmer Green
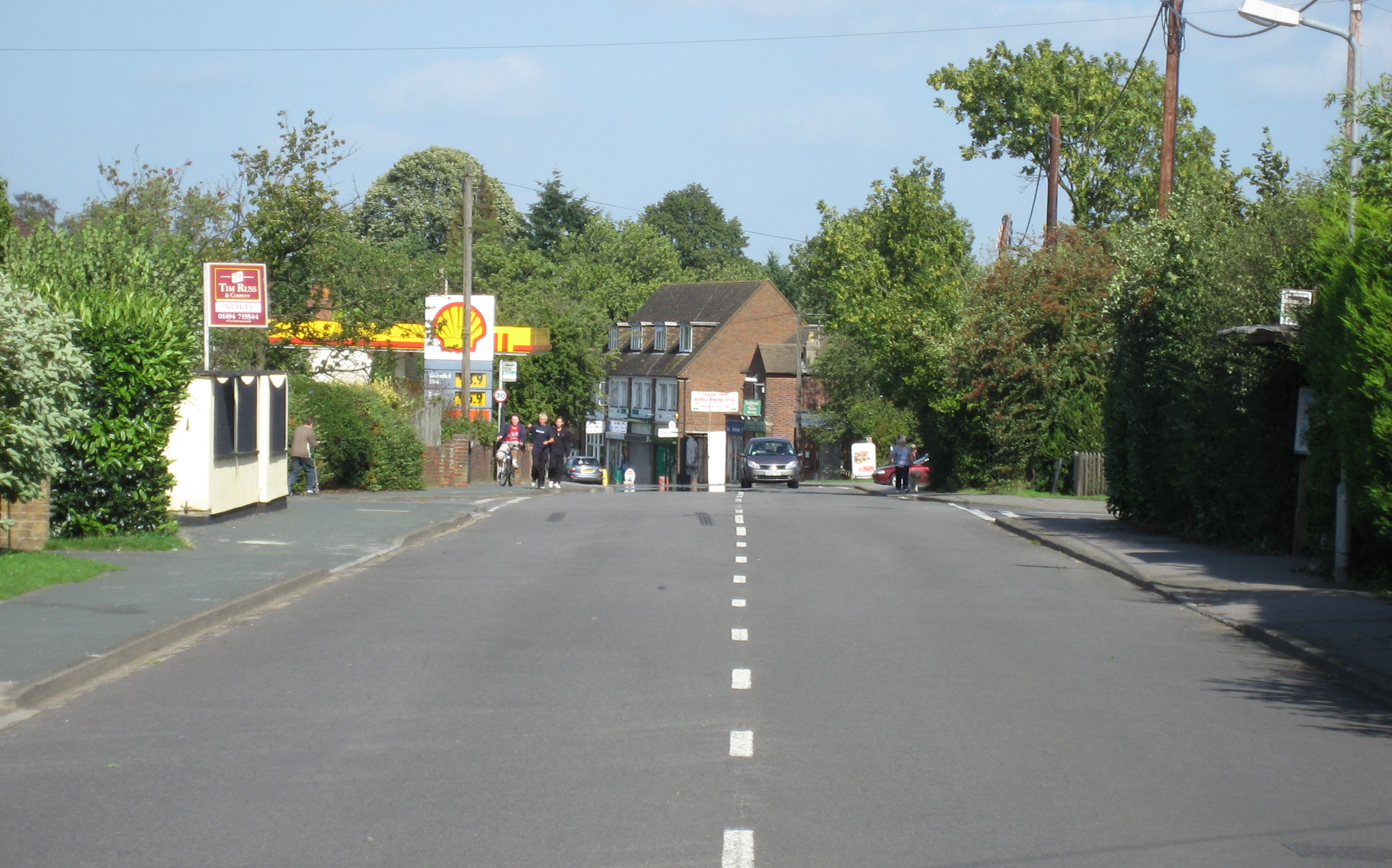
Winkelstraat in Holmer Green